# Parasynaptopsis pseudostriatus
Parasynaptopsis pseudostriatus es una especie de coleóptero de la familia Attelabidae.

## Distribución geográfica
Habita en China.